# Women Against Pornography
Women Against Pornography – WAP (engl. Frauen gegen Pornographie) war eine radikalfeministische anti-pornographische Aktivistinnengruppe, die 1978 in New York City, USA gegründet wurde. Diese Vereinigung war eine sehr einflussreiche Gruppierung in der Anti-Pornographie-Bewegung der späten 1970er und 1980er Jahre.

## Überblick
WAP war die bekannteste einer ganzen Reihe von feministischer anti-pornographischer Gruppen, die in den USA und dem anglophonen Sprachraum – überwiegend während der späten 1970er bis zu den frühen 1990er Jahren – aktiv waren. Nach einigen vergeblichen Versuchen, eine Gruppe anti-pornographischer und feministischer Aktivistinnen ins Leben zu rufen, wurde die WAP im Jahre 1978 gegründet. Vorangegangen waren öffentliche Debatten über die Ziele der radikalen Feministinnen in New York. Erst nach einer anti-pornographischen Konferenz 1978, bei der Susan Brownmiller für die New Yorker Gruppe von Women Against Violence in Pornography and Media (WAVPM) Lynn Campbell aus San Francisco gewinnen konnte, begann die eigentliche Organisationsarbeit. Gründungsmitglieder waren unter anderen Adrienne Rich, Grace Paley, Gloria Steinem, Shere Hite und Andrea Dworkin.
Die Gruppe gewann schnell breitgefächerte Unterstützung für ihre Anti-Porno-Kampagne. Sie organisierte Ende 1979 einen Protestmarsch zum Times Square mit über 5000 Unterstützern. Ihre anti-pornographischen Aktivitäten brachte ihr auch unverhoffte finanzielle Unterstützung aus dem Büro des Bürgermeisters, von Kinobesitzern und anderen Parteien, die ein Interesse an einer sozialen Aufwertung des Times Square hatten. Nach dem Protestmarsch zum Times Square beendete Campbell die Mitarbeit aus gesundheitlichen Gründen. Brownmiller zog sich ebenfalls zurück, um ihr Buch Femininity zu beenden. Dorchen Leidholdt übernahm daraufhin die Führung der Gruppe.
Die anti-pornographischen Informationsveranstaltungen von WAP und Besuche von WAP-Mitgliedern in Sexshops und Pornokinos am Times Square machten die Gruppierung bekannt. In den 1980er Jahren standen bei WAP die Lobbyarbeit und Gesetzesinitiativen gegen Pornographie im Vordergrund. Die Gruppe unterstützte entsprechende bürgerrechtsorientierte und anti-pornographische Gesetzgebung. In den späten 1980ern konzentrierte sich die Führung der WAP vor allem auf den internationalen sexuell konnotierten Menschenhandel. Die Gruppe gehörten zu den Gründern der Koalition gegen den Menschenhandel mit Frauen. Nachdem Leibholdt als Vorstand zurückgetreten war, um sich für diese Koalition einzusetzen, übernahm Norma Ramos die Leitung der Gruppe. Während der 1990er Jahre nahmen die Aktivitäten der Gruppe ab. Sie erlosch Mitte der 1990er Jahre vollständig.
Die Standpunkte der Gruppierung waren kontrovers. Die bürgerlichen Liberalen stellten sich gegen die WAP und ähnliche Gruppen. Die Liberalen bezeichneten die angestrebten Gesetzesänderungen als Zensur. Sex-positive Feministinnen hielten die feministischen Kampagnen für fehlgeleitet und für eine Bedrohung der sexuellen Freiheit und der freien Meinungsäußerung, die sich letztendlich gegen die Frauen selbst, Homosexuelle und sexuelle Minderheiten wenden würde. WAP wurde Teil einiger erbitterter Debatten mit sex-positiven Feministinnen, später wurde dieser Schlagabtausch als Feminist Sex Wars der späten 1970er und 1980er bekannt.